# رشيد طعان كاظم

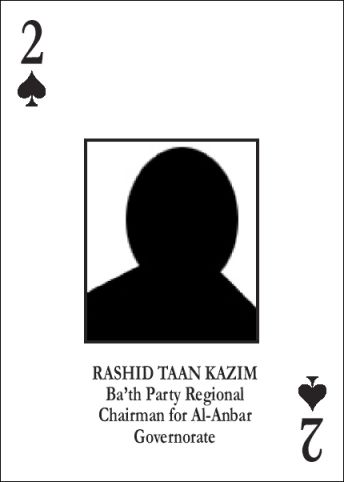
بطاقة رشيد كاظم طعان ضمن مجموعة أوراق اللعب لأهم المطلوبين العراقيين وتحمل علامة البستوني ورقم أثنان

رشيد طعان كاظم العزاوي هو قائد بارز في حزب البعث، حيث شغل منصب مسؤول تنظيمات الحزب في محافظة الانبار ومنصب محافظ الانبار في عهد الرئيس الأسبق صدام حسين. وانتخب عضواً في القيادة القطرية للحزب عام 2001.
ولد رشيد طعان في قرية قرب المقدادية في محافظة ديالى.
كان ضمن قائمة أبرز وجوه النظام العراقي المطلوبين عند احتلال العراق، وكان تسلسله 49 من بين 55 مطلوبا.
يشك في ارتباطه بعمليات تمرد ضد الحكومة العراقية والأمريكان، ورصدت الحكومة الأمريكية مكافئة مقدارها مليون دولار لمن يساعد بالقبض عليه، حيث أنه اتهم بقيامه بعمليات إجرامية في محافظة ديالى.
أعلنت الحكومة العراقية اعتقاله في عام 2006، لكنه بحسب موقع بي بي سي ما يزال هاربا أو مفقودا بحسب عام 2010.